# Danh sách di sản văn hóa Tây Ban Nha được quan tâm ở hạt Solsonès (tỉnh Lérida)
Danh sách di sản văn hóa Tây Ban Nha được quan tâm ở hạt Solsonès (tỉnh Lérida).

## Các di sản theo thành phố

### C

#### Castellar de la Ribera
| Tên                      | Dạng            | Địa điểm                     | Tọa độ                                        | Số hồ sơ tham khảo? | Ngày nhận danh hiệu? | Hình ảnh                                          |
| ------------------------ | --------------- | ---------------------------- | --------------------------------------------- | ------------------- | -------------------- | ------------------------------------------------- |
| Lâu đài Castellar Ribera | Di tích Lâu đài | Castellar de la Ribera       | 42°01′21″B 1°24′59″Đ / 42,022587°B 1,416319°Đ | RI-51-0006296       | 08-11-1988           | Castillo de Castellar de la Ribera · Upload image |
| Lâu đài Ceuró            | Di tích Lâu đài | Castellar de la Ribera Ceuró | 42°01′10″B 1°22′26″Đ / 42,019482°B 1,373771°Đ | RI-51-0006298       | 08-11-1988           | Castillo de Ceuró · Upload image                  |
| Lâu đài Pampe            | Di tích Lâu đài | Castellar de la Ribera Pampe | 42°03′53″B 1°22′12″Đ / 42,064671°B 1,370117°Đ | RI-51-0006297       | 08-11-1988           | Upload image                                      |

#### Clariana de Cardener
| Tên              | Dạng            | Địa điểm             | Tọa độ                                        | Số hồ sơ tham khảo? | Ngày nhận danh hiệu? | Hình ảnh                            |
| ---------------- | --------------- | -------------------- | --------------------------------------------- | ------------------- | -------------------- | ----------------------------------- |
| Lâu đài Clariana | Di tích Lâu đài | Clariana de Cardener | 41°56′09″B 1°37′14″Đ / 41,935845°B 1,620667°Đ | RI-51-0006309       | 08-11-1988           | Castillo de Clariana · Upload image |

### G

#### Guixers(Guixers)
| Tên             | Dạng                                | Địa điểm           | Tọa độ                                        | Số hồ sơ tham khảo? | Ngày nhận danh hiệu? | Hình ảnh                           |
| --------------- | ----------------------------------- | ------------------ | --------------------------------------------- | ------------------- | -------------------- | ---------------------------------- |
| Lâu đài Sisquer | Di tích Kiến trúc phòng thủ Lâu đài | Guixes Sisquer     | 42°08′05″B 1°41′36″Đ / 42,13483°B 1,693221°Đ  | RI-51-0006351       | 08-11-1988           | Castillo de Sisquer · Upload image |
| Lâu đài Tort    | Di tích Lâu đài                     | Guixes Castelltort | 42°07′38″B 1°37′44″Đ / 42,127243°B 1,628848°Đ | RI-51-0006350       | 08-11-1988           | Upload image                       |
| Tháp Corriu     | Di tích Tháp                        | Guixes La Corriu   | 42°09′36″B 1°40′20″Đ / 42,160114°B 1,67211°Đ  | RI-51-0006352       | 08-11-1988           | Torre de la Corriu · Upload image  |

### L

#### La Molsosa
| Tên             | Dạng                                | Địa điểm           | Tọa độ                                        | Số hồ sơ tham khảo? | Ngày nhận danh hiệu? | Hình ảnh                              |
| --------------- | ----------------------------------- | ------------------ | --------------------------------------------- | ------------------- | -------------------- | ------------------------------------- |
| Lâu đài Enfesta | Di tích Lâu đài                     | La Molsosa Enfesta | 41°46′40″B 1°28′35″Đ / 41,777854°B 1,476367°Đ | RI-51-0006391       | 08-11-1988           | Castillo de Enfesta · Upload image    |
| Lâu đài Molsosa | Di tích Kiến trúc phòng thủ Lâu đài | La Molsosa         | 41°47′12″B 1°33′33″Đ / 41,786532°B 1,559067°Đ | RI-51-0006390       | 08-11-1988           | Castillo de La Molsosa · Upload image |

#### Lladurs
| Tên                      | Dạng            | Địa điểm | Tọa độ                                        | Số hồ sơ tham khảo? | Ngày nhận danh hiệu? | Hình ảnh                           |
| ------------------------ | --------------- | -------- | --------------------------------------------- | ------------------- | -------------------- | ---------------------------------- |
| Lâu đài Lladurs          | Di tích Lâu đài | Lladurs  | 42°03′05″B 1°31′07″Đ / 42,051382°B 1,518529°Đ | RI-51-0006369       | 08-11-1988           | Castillo de Lladurs · Upload image |
| Lâu đài Montpol          | Di tích Lâu đài | Lladurs  | 42°05′10″B 1°25′35″Đ / 42,086211°B 1,426434°Đ | RI-51-0006370       | 08-11-1988           | Upload image                       |
| Tàn tích Lâu đài Solanes | Di tích Lâu đài | Lladurs  | 42°04′39″B 1°23′11″Đ / 42,077637°B 1,38625°Đ  | RI-51-0006371       | 08-11-1988           | Upload image                       |

#### Llobera
| Tên             | Dạng            | Địa điểm | Tọa độ                                        | Số hồ sơ tham khảo? | Ngày nhận danh hiệu? | Hình ảnh                           |
| --------------- | --------------- | -------- | --------------------------------------------- | ------------------- | -------------------- | ---------------------------------- |
| Lâu đài Llobera | Di tích Lâu đài | Llobera  | 41°57′05″B 1°28′12″Đ / 41,951417°B 1,470026°Đ | RI-51-0006385       | 08-11-1988           | Castillo de Llobera · Upload image |
| Tháp Peracamps  | Di tích Tháp    | Llobera  | 41°55′00″B 1°26′09″Đ / 41,916705°B 1,435833°Đ | RI-51-0006386       | 08-11-1988           | Torre de Peracamps · Upload image  |

### N

#### Navès, Lleida(Navès)
| Tên                            | Dạng            | Địa điểm | Tọa độ                                        | Số hồ sơ tham khảo? | Ngày nhận danh hiệu? | Hình ảnh                                               |
| ------------------------------ | --------------- | -------- | --------------------------------------------- | ------------------- | -------------------- | ------------------------------------------------------ |
| Lâu đài Besora                 | Di tích Lâu đài | Navés    | 42°01′46″B 1°35′58″Đ / 42,029393°B 1,599521°Đ | RI-51-0006403       | 08-11-1988           | Castillo de Besora · Upload image                      |
| Lâu đài Navés                  | Di tích Lâu đài | Navés    | 41°59′26″B 1°38′24″Đ / 41,990671°B 1,640002°Đ | RI-51-0006402       | 08-11-1988           | Upload image                                           |
| Lâu đài Pujol Melós            | Di tích Lâu đài | Navés    | 42°01′53″B 1°38′07″Đ / 42,031498°B 1,635366°Đ | RI-51-0006404       | 08-11-1988           | Upload image                                           |
| Tu viện Sant Pere Graudescales | Di tích Tu viện | Navés    | 42°06′08″B 1°41′21″Đ / 42,102154°B 1,68928°Đ  | RI-51-0010178       | 26-05-1998           | Monasterio de Sant Pere de Graudescales · Upload image |

### O

#### Odèn(Odèn)
| Tên              | Dạng            | Địa điểm      | Tọa độ                                        | Số hồ sơ tham khảo? | Ngày nhận danh hiệu? | Hình ảnh                            |
| ---------------- | --------------- | ------------- | --------------------------------------------- | ------------------- | -------------------- | ----------------------------------- |
| Lâu đài Cambrils | Di tích Lâu đài | Odén Cambrils | 42°07′56″B 1°23′16″Đ / 42,132251°B 1,387909°Đ | RI-51-0006406       | 08-11-1988           | Castillo de Cambrils · Upload image |
| Lâu đài Odén     | Di tích Lâu đài | Odén          | 42°08′00″B 1°27′19″Đ / 42,133445°B 1,455242°Đ | RI-51-0006405       | 08-11-1988           | Castillo de Odén · Upload image     |

#### Olius
| Tên             | Dạng            | Địa điểm | Tọa độ                                        | Số hồ sơ tham khảo? | Ngày nhận danh hiệu? | Hình ảnh                           |
| --------------- | --------------- | -------- | --------------------------------------------- | ------------------- | -------------------- | ---------------------------------- |
| Lâu đài Solsona | Di tích Lâu đài | Olius    | 41°59′42″B 1°30′11″Đ / 41,994881°B 1,503082°Đ | RI-51-0006412       | 08-11-1988           | Castillo de Solsona · Upload image |

### P

#### La Coma i la Pedra(La Coma i la Pedra)
| Tên           | Dạng            | Địa điểm     | Tọa độ                                        | Số hồ sơ tham khảo? | Ngày nhận danh hiệu? | Hình ảnh                            |
| ------------- | --------------- | ------------ | --------------------------------------------- | ------------------- | -------------------- | ----------------------------------- |
| Lâu đài Pedra | Di tích Lâu đài | Pedrá y Coma | 42°09′55″B 1°36′16″Đ / 42,165206°B 1,604414°Đ | RI-51-0006314       | 08-11-1988           | Castillo de la Pedra · Upload image |
| Tháp Vila     | Di tích Tháp    | Pedrá y Coma | 42°10′33″B 1°36′10″Đ / 42,175747°B 1,602877°Đ | RI-51-0006315       | 08-11-1988           | Torre de la Vila · Upload image     |

#### Pinell de Solsonès(Pinell de Solsonès)
| Tên             | Dạng            | Địa điểm | Tọa độ                                        | Số hồ sơ tham khảo? | Ngày nhận danh hiệu? | Hình ảnh                           |
| --------------- | --------------- | -------- | --------------------------------------------- | ------------------- | -------------------- | ---------------------------------- |
| Lâu đài Madrona | Di tích Lâu đài | Pinell   | 41°58′05″B 1°20′08″Đ / 41,968028°B 1,335428°Đ | RI-51-0006428       | 08-11-1988           | Castillo de Madrona · Upload image |

#### Pinós
| Tên                                    | Dạng            | Địa điểm | Tọa độ                                        | Số hồ sơ tham khảo? | Ngày nhận danh hiệu? | Hình ảnh                           |
| -------------------------------------- | --------------- | -------- | --------------------------------------------- | ------------------- | -------------------- | ---------------------------------- |
| Nhà Tristany (Edificación fortificada) | Di tích Lâu đài | Pinós    | 41°52′15″B 1°32′25″Đ / 41,870776°B 1,540287°Đ | RI-51-0006430       | 08-11-1988           | Casa Tristany · Upload image       |
| Lâu đài Ardevol                        | Di tích Lâu đài | Pinós    | 41°51′06″B 1°31′08″Đ / 41,851752°B 1,51897°Đ  | RI-51-0006429       | 08-11-1988           | Castillo de Ardevol · Upload image |

### R

#### Riner
| Tên           | Dạng            | Địa điểm | Tọa độ                                        | Số hồ sơ tham khảo? | Ngày nhận danh hiệu? | Hình ảnh                         |
| ------------- | --------------- | -------- | --------------------------------------------- | ------------------- | -------------------- | -------------------------------- |
| Lâu đài Riner | Di tích Lâu đài | Riner    | 41°56′28″B 1°33′50″Đ / 41,941248°B 1,563772°Đ | RI-51-0006463       | 08-11-1988           | Castillo de Riner · Upload image |

### S

#### Sant Llorenç de Morunys(Sant Llorenç de Morunys)
| Tên                                     | Dạng                                    | Địa điểm               | Tọa độ                                        | Số hồ sơ tham khảo? | Ngày nhận danh hiệu? | Hình ảnh                                                     |
| --------------------------------------- | --------------------------------------- | ---------------------- | --------------------------------------------- | ------------------- | -------------------- | ------------------------------------------------------------ |
| Tu viện San Lorenzo Morunys             | Di tích Nhà thờ                         | San Lorenzo de Morunys | 42°08′15″B 1°35′28″Đ / 42,137514°B 1,591093°Đ | RI-51-0004218       | 26-02-1976           | Iglesia Colegial de San Lorenzo de Morunys · Upload image    |
| Recinto Fortificado San Lorenzo Morunys | Di tích Kiến trúc phòng thủ Tường thành | San Lorenzo de Morunys | 42°08′15″B 1°35′28″Đ / 42,137635°B 1,59117°Đ  | RI-51-0006473       | 08-11-1988           | Recinto Fortificado de San Lorenzo de Morunys · Upload image |
| Santuario Virgen Lord                   | Di tích Santuario                       | San Lorenzo de Morunys | 42°06′56″B 1°34′55″Đ / 42,115556°B 1,582055°Đ | RI-51-0012171       | 23-10-2008           | Santuario de Nuestra Señora de Lord · Upload image           |

#### Solsona, Lleida
| Tên                                    | Dạng                | Địa điểm | Tọa độ                                        | Số hồ sơ tham khảo? | Ngày nhận danh hiệu? | Hình ảnh                                               |
| -------------------------------------- | ------------------- | -------- | --------------------------------------------- | ------------------- | -------------------- | ------------------------------------------------------ |
| Nhà thờ chính tòa Solsona              | Di tích Catedral    | Solsona  | 41°59′39″B 1°31′09″Đ / 41,994243°B 1,519232°Đ | RI-51-0000691       | 03-06-1931           | Iglesia Colegiata de Santa María · Upload image        |
| Bảo tàng Diocesano và Comarcal Solsona | Di tích Bảo tàng    | Solsona  | 41°59′38″B 1°31′08″Đ / 41,993992°B 1,518986°Đ | RI-51-0001370       | 01-03-1962           | Museo Diocesano y Comarcal · Upload image              |
| Puertas và Recinto Amurallado Solsona  | Di tích Tường thành | Solsona  | 41°59′41″B 1°31′11″Đ / 41,994737°B 1,519694°Đ | RI-51-0006487       | 08-11-1988           | Puertas y Recinto Amurallado de Solsona · Upload image |